# Libéria nos Jogos Olímpicos de Verão de 1984
A Libéria competiu nos Jogos Olímpicos de Verão de 1984 em Los Angeles, Estados Unidos.

## Resultados por Evento

### Atletismo
400 m masculino
- Samuel Sarkpa
  - Eliminatórias — 47.65 (→ não avançou)

5.000 m masculino
- Nimley Twegbe
  - Eliminatórias — 17:36.69 (→ não avançou)

Maratona masculina
- Nimley Twegbe — não terminou (→ sem classificação)

100 m feminino
- Grace Ann Dinkins
  - Primeira Eliminatória — 12.35s (→ não avançou)